# Megachile vulpina
Megachile vulpina là một loài Hymenoptera trong họ Megachilidae. Loài này được Friese mô tả khoa học năm 1913.